# Matija Rom
Matija Rom (* 1. November 1998 in Ljubljana) ist ein slowenischer Fußballspieler auf der Position eines Abwehrspielers. Seit Januar 2020 steht er bei Inter Zaprešić mit Spielbetrieb in der höchsten kroatischen Fußballliga unter Vertrag.

## Vereinskarriere

### Karrierebeginn beim NK Domžale und Profidebüt
Matija Rom wurde am 1. November 1998 geboren und spielte bereits in jungen Jahren, zumindest seit Sommer 2008, im Nachwuchsbereich des slowenischen Erstligisten NK Domžale. Nachdem er in der Saison 2012/13 noch für die U-15-Mannschaft in Erscheinung trat und dabei noch verhältnismäßig offensiv agierte, als er in 28 Meisterschaftsspielen neun Treffer beisteuerte, kam er in weiterer Folge vermehrt in der Defensive zum Einsatz. In der 1. Slovenska Kadetska Liga kam er daraufhin in der Spielzeit 2013/14 in 25 Spielen zum Einsatz und blieb dabei selbst torlos. 2014/15 wurde er ebenfalls in dieser Liga eingesetzt und erzielte bei 26 Auftritten selbst abermals kein Tor. In der Saison 2015/16 wurde Rom erstmals in der 1. Slovenska Mladinska Liga, der slowenischen Juniorenliga, eingesetzt. Als Stammspieler in der Defensive seiner Mannschaft brachte er es zu 29 Meisterschaftseinsätzen und einem -tor. Sowohl 2015/16, als auch in der darauffolgenden Spielzeit absolvierte Rom alle Spieler seiner Mannschaft in der UEFA Youth League.
2016/17 war der junge Defensivakteur weiterhin als Stammkraft in der Juniorenliga im Einsatz, wobei er es auf 21 Einsätzen und vier Treffer brachte, schaffte aber auch den Vorstoß ins Profiteam, für das er in dieser Saison drei Ligaspiele absolvierte. Sein Profidebüt gab er dabei am 10. Dezember 2016 bei einem 3:2-Heimsieg über den späteren Meister NK Maribor, als ihn Trainer Simon Rožman über die vollen 90 Minuten durchspielen ließ. Nachdem er in der darauffolgenden Spielrunde im Frühjahr ohne Einsatz auf der Ersatzbank saß, kam erst wieder kurz vor Saisonende zu weiteren Einsätzen für das Herrenteam. Die Meisterschaft schloss er mit seinem Team 2016/17 auf dem vierten Tabellenplatz ab, womit sich die Mannschaft einen Platz in der ersten Qualifikationsrunde zur UEFA Europa League 2017/18 sicherte. Im slowenischen Pokal 2016/17 schaffte es NK Domžale bis ins Finale und konnte sich in diesem nach einem Treffer von Gaber Dobrovoljc und einem daraus resultierenden 1:0-Sieg zum Pokalsieger krönen. Matija Rom war in keiner Partie des Pokalwettbewerbs im Einsatz und saß im Finalspiel uneingesetzt auf der Ersatzbank.

### Langsamer Aufstieg zum Stammspieler
In der Saison 2017/18 wurde Rom von Trainer Simon Rožman bereits vermehrt in der Profimannschaft eingesetzt. In der Europa-League-Quali schaffte er es mit der Mannschaft bis in die Play-offs und bezwang auf dem Weg dorthin die Mannschaften von FC Flora Tallinn, Valur Reykjavík und SC Freiburg. Nach einem 1:1 im Hinspiel war in den Play-offs im Rückspiel gegen Olympique Marseille Schluss; nach einer 0:3-Niederlage schieden die Slowenen aus. Ein jähes Ende fand die Mannschaft auch slowenischen Pokal 2017/18. Bereits im ersten Spiel, der Achtelfinalpartie gegen den NŠ Mura, der gerade erst aus der Drittklassigkeit aufgestiegen war, unterlag der Erstligist mit 1:3. Vor allem zu Saisonbeginn wurde der Rechtsverteidiger von Rožman regelmäßig als Stammkraft eingesetzt. Diese Einsätze gingen jedoch ab Ende August weitgehend zurück, sodass er bis Jahresende nur noch drei weitere Ligaeinsätze verzeichnen konnte. Danach fand er bis April 2018 keine Berücksichtigung mehr und saß stets ohne Einsatz auf der Ersatzbank des Profiteams. Erst dann konnte er wieder einige Einsätze – zum Teil auch über die volle Spieldauer, zumeist jedoch als Ersatzspieler – verzeichnen. Bis zum Saisonende, als er mit dem NK Domžale auf dem dritten Tabellenplatz rangierte, kam Rom in 14 Ligapartien zum Einsatz, erzielte einen Treffer und machte zwei Torvorlagen.
Die nachfolgende Spielzeit 2018/19 begann für den Rechtsverteidiger, wie die vorangegangene aufgehört hatte. Er verpasste die Qualifikationsspiele zur Europa League 2018/19 seiner Mannschaft, die nach vier aufeinanderfolgenden Unentschieden, in der zweiten Qualifikationsrunde ausschied, und wurde auch danach nur sehr unregelmäßig eingesetzt. Bis Ende November 2018 hatte er es zu lediglich sechs Ligaeinsätzen gebracht, avancierte jedoch ab dem 1. Dezember 2018, als er bei einer 1:2-Niederlage gegen den dominierenden NK Maribor eine Torvorlage beisteuerte, zur Stammkraft in der Defensive seines Heimatklubs. Danach wurde der 20-jährige Abwehrspieler in allen restlichen Ligapartien bis Saisonende eingesetzt und kam dabei auf eine Bilanz von 25 Ligaeinsätzen und drei Assists. Mit der Mannschaft erreichte er ein weiteres Mal den dritten Platz im Endklassement und hatte sich somit erneut einen internationalen Startplatz gesichert. Im slowenischen Pokal 2018/19 wurde Rom in zwei Partien eingesetzt und unterlag mit seiner Mannschaft im Viertelfinale dem NK Maribor.

### Wechsel nach Kroatien
In der Saison 2019/20 saß Rom vermehrt auf der Ersatzbank und kam bis zur Winterpause nur selten zum Einsatz. Im Pokal Slovenije 2019/20, in dem er es auf zwei Einsätze gebracht hatte, schied er mit seinem Team im Viertelfinale gegen den NŠ Mura aus. Nachdem er es in dieser Saison auf lediglich sechs Meisterschaftseinsätze gebracht hatte, wurde Anfang Januar 2020 sein Wechsel zum kroatischen Erstligisten Inter Zaprešić bekanntgegeben. Beim Klub aus der unweit der slowenischen Grenze gelegenen Stadt Zaprešić unterschrieb er einen Vertrag bis Juni 2021. Bei den Slowenen hatte er zu diesem Zeitpunkt einen ebenso lange laufenden Vertrag; über die Ablösesumme wurde Stillschweigen vereinbart. Mit dem Start ins Frühjahr wurde er von Željko Petrović bei einem 2:0-Heimerfolg über den NK Istra 1961 erstmals über die vollen 90 Minuten als Rechtsverteidiger eingesetzt. Auch danach fungierte er – mit Ausnahme eines Spiels – als Stammkraft in der Defensive und kam bis zur Unterbrechung des Spielbetriebes aufgrund der COVID-19-Pandemie in Kroatien in sechs Meisterschaftsspielen zum Einsatz, in denen er eine Torvorlage beisteuerte.

## Nationalmannschaftskarriere
Erste Erfahrungen in einer slowenischen Nachwuchsnationalmannschaft sammelte Rom im Mai 2013, als er in einem U-15-Länderspiel gegen die Alterskollegen aus den Vereinigten Staaten zum Einsatz kam. Im September desselben Jahres kam der Defensivakteur in zwei Länderspielen der slowenischen U-16-Junioren gegen Mazedonien zum Einsatz. Nach ersten Einsätzen für Sloweniens U-17-Auswahl Anfang April 2014 nahm er für diese Nationalmannschaft Ende April und Anfang Mai 2014 am Turnir Gradiška, einem Jugendfußballturnier in der bosnisch-herzegowinischen Stadt Gradiška, teil. Drei Länderspiele absolvierte er auch im Juni 2014 bei einem von der UEFA veranstalteten Nachwuchsentwicklungsturnier. In weiterer Folge bestritt er mit seinem Heimatland im September 2014 alle drei Spiele der Qualifikationsrunde der Qualifikation zur U-17-Europameisterschaft 2015. Durch diese qualifizierte sich die Mannschaft für die nachfolgende Eliterunde der Qualifikation, an der Rom im März 2015 ebenfalls in allen drei Spielen seiner Mannschaft zum Einsatz kam.
Am Ende konnten sich die Slowenen für die Endrunde in Bulgarien qualifizieren; am Turnier selbst kam der Abwehrspieler ebenfalls zum Einsatz. Der slowenische Fußballverband wertet diese Spiele allerdings für seine U-18-Nationalauswahl. Für ebendiese kam Rom zwischen 2015 und 2016 in insgesamt 16 Länderspielen zum Einsatz; abgesehen von den drei Spielen in der Europameisterschaft waren dies ausschließlich Freundschaftsspiele. Am 4. Januar 2016 debütierte Rom für die slowenische U-19-Nationalelf, für die er bis zum Oktober 2016 in sechs Länderspielen eingesetzt wurde. Seine letzten beiden Länderspiele waren in der Qualifikation zur U-19-Europameisterschaft 2017, für die sich die Slowenen nicht qualifizieren konnten. Die restlichen Partien waren ausschließlich internationale Freundschaftsspiele. Anlässlich der Qualifikation zur U-21-Europameisterschaft 2019 debütierte Rom am 1. September 2017 in der slowenischen U-21-Nationalmannschaft, als er in der Partie gegen Luxemburg von Trainer Primož Gliha über die volle Spieldauer eingesetzt wurde.
Danach dauerte es über eineinhalb Jahre, ehe Rom ein weiteres Mal in den slowenischen U-21-Kader geholt wurde. Im März 2019 absolvierte er ein Freundschaftsspiel gegen Georgiens U-21 und im Juni 2019 ein weiteres Freundschaftsspiel gegen die U-21-Nationalmannschaft der Schweiz. In den vier nachfolgenden Länderspielen der slowenischen U-21-Nationalmannschaft gegen Frankreich, England, Ungarn und Portugal in den Monaten September bis November 2019 war Rom ebenfalls im Einsatz.